# Lycyaena
Lycyaena — викопний рід хижих ссавців родини гієнових (Hyaenidae), що існував у пізньому міоцені в Європі, Азії та Північній Африці. В Україні у передмісті Одеси знайдено рештки виду Lycyaena parva.

## Опис
Тілобудовою тварина нагадувала сучасну гієну смугасту (Hyaena hyaena). У неї було струнке тіло та довгі ноги. Будова скелета вказує на пристосування до швидкого бігу. Зуби відрізнялися від зубів сучасних гієн: у гієн вони пристосовані до дроблення костей, а в Lycyaena — до розривання плоті. Череп видовжений. Всі ці характеристики показують, що Lycyaena займався більше активним полюванням, а падаллю живився зрідка. За способом життя Lycyaena була, ймовірно, схожа з сучасним вовком.

## Види
- Lycyaena chaeretis — Греція
- Lycyaena crusafonti — Туніс, Чад
- Lycyaena dubia — Китай
- Lycyaena macrostoma — Індія
- Lycyaena parva — Україна, Молдова